# زوزانا یوستمان
زوزانا یوستمان (چکی: Zuzana Justman؛ زادهٔ ۲۰ ژوئن ۱۹۳۱) مستندساز و نویسنده چکی-آمریکایی است. او در چکسلواکی سابق متولد شد که در سال ۱۹۴۸ پس از دو سال زنده ماندن در اردوگاه کار اجباری ترزین اشتات در طول جنگ جهانی دوم، آن را با مادرش ترک کرد. او برای کالج و تحصیلات تکمیلی به ایالت نیویورک رفت و پس از آن در شهر نیویورک ساکن شد. پس از کار به عنوان نویسنده و مترجم، در اواخر دهه ۱۹۸۰ به فیلمسازی پرداخت. او بیشتر مستندهای خود را در جمهوری چک و سایر کشورهای اروپایی فیلمبرداری کرده‌است و موضوعات او هولوکاست جنگ جهانی دوم و تاریخ پس از جنگ بوده‌است.